# Parietobalaena
Parietobalaena es un género extinto de cetáceos misticetos perteneciente a la familia de los pelocétidos, que existió durante el Mioceno en América del Norte, Europa, Australia y Japón.

## Descripción
La apariencia de este animal debe haber sido vagamente similar a la de las ballenas misticetas actuales, pero de dimensiones mucho más pequeñas: la longitud de los especímenes adultos tenía que ser de 4 a 6 metros. El cráneo de Parietobalaena era de un tipo relativamente arcaico, y terminaba en una forma estrecha y puntiaguda. Las aberturas nasales se deslazaban posteriormente, aproximadamente a un tercio de la longitud del cráneo; los huesos que forman la mandíbula apenas alcanzan el nivel de los procesos antorbitales, mientras que los procesos cigomáticos de los huesos escamosos eran delgados e hinchados.

## Clasificación

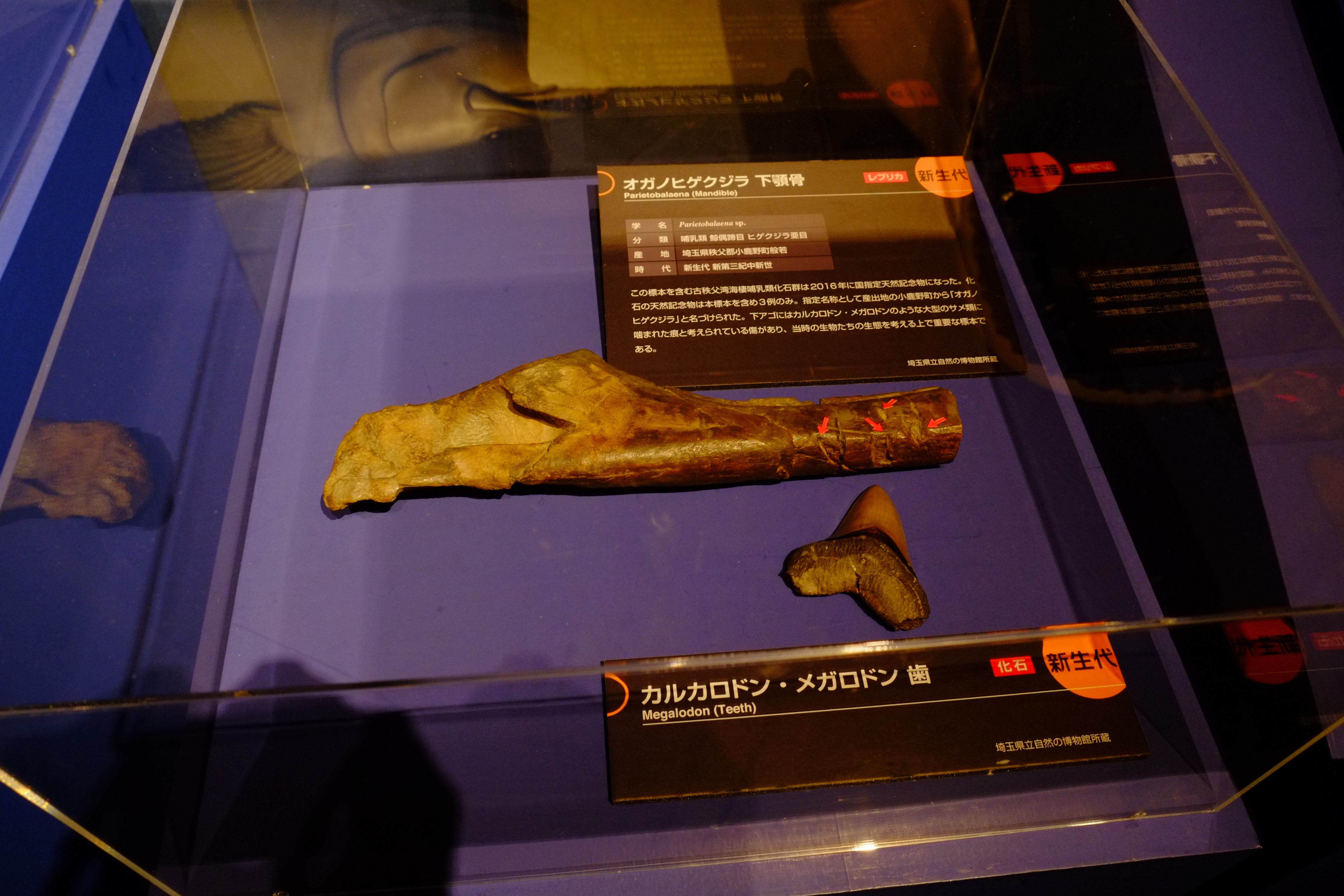
Fragmento de mandíbula con marcas de dientes de megalodón.

El género Parietobalaena fue descrito en 1924 por Arthur Remington Kellogg, quien estudió un cráneo de la formación Calvert de Maryland (Mioceno medio) y lo llamó Parietobalaena palmeri. Posteriormente, se atribuyeron muchos otros fósiles a esta especie, incluidos los cráneos, siempre de la formación Calvert. El propio Kellogg, en 1931, describió otra especie atribuida a este género, P. securis, proveniente de estratos del Mioceno medio de California. Otras especies de Bélgica también se han atribuido al género Parietobalaena (P. affinis  y P. laxata, inicialmente considerada especie de Cetotherium e Idiocetus); en Bélgica se conoce la especie P. campiniana, descrita en 2013. En estratos del Mioceno medio en Japón fue encontrada P. yamaokai. Otros fósiles dudosamente atribuidos a Parietobalaena se han encontrado en Australia.
Parietobalaena es parte de una radiación adaptativa de misticetos, que ocurrió entre el Mioceno inferior y el Mioceno medio. Aún no está claro a qué rama perteneció; algunos la acercan a los cetoteríidos propiamente dichos, otros a Diorocetus y otros la atribuyen a los Pelocetidae (como Eobalaenoptera y Cophocetus).

## Paleoecología

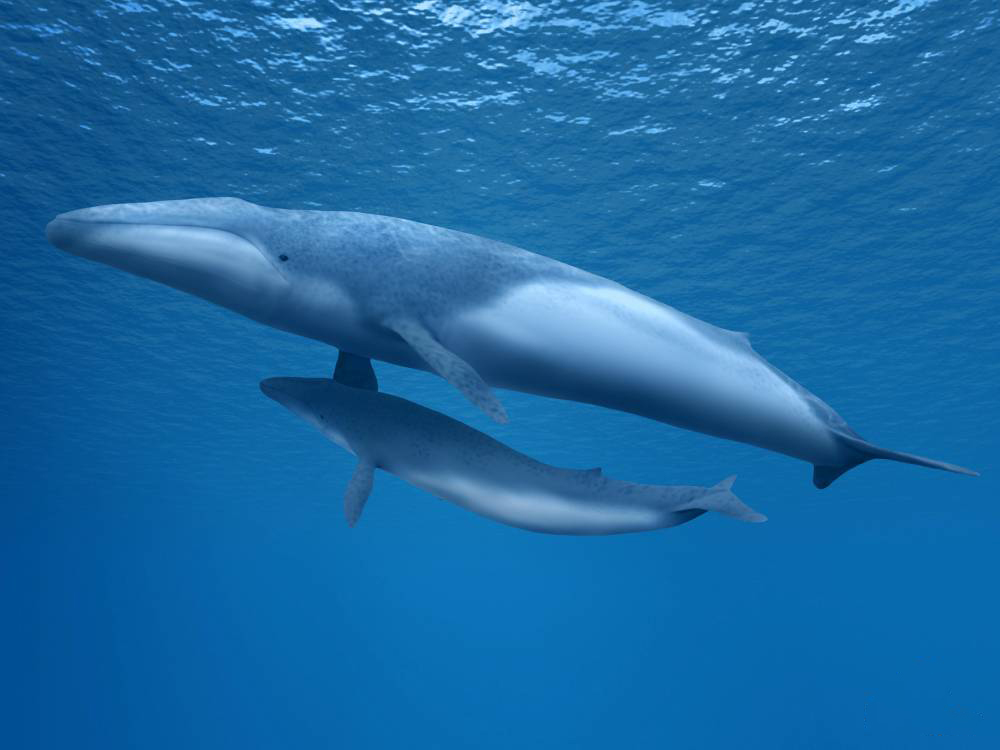
Restauración de Parietobalaena yamaokai con una cría.

Parietobalaena fue un animal relativamente común en su época: los fósiles de las especies norteamericanas, P. palmeri y P. securis, eran las especies más abundantes de ballenas barbadas en sus respectivas formaciones geológicas.